# مشتقات البترول الخام
يستخرج من البترول الخام مايلي:
1- 10% (زيت البترول المسال) ويستخرج منه الايثانول وغاز البروبين وغاز البوتان
وتستخدم في وقود التدفئة والطبخ والكيميائيات، وأيضاً كمزيج مع وقود السيارات.
2- 35% (الخفيف) ويستخرج منه النفط والجازولين (بنزين للسيارات)
وتستخدم في صناعات البتروكيماويات وتحويلها إلى وقود سيارات.
3- 35% (الزيت المرشح) ويستخرج منه كيروسين الطائرات والديزل ووقود التدفئة وزيت المضخات،
وتستخدم في وقود الملاحة ووقود السيارات.
4- 20% (الزيت الزائد أو الفضلة) ويستخرج منه زيت الوقود المفلوق والإسفلت والزفت والفحم الصناعي والكبريت
وتستخدم في وقود السفن وتعبيد الطرق وصناعة الحديد والصناعة الكيميائية.